# Rajesh Khanna
Rajesh Khanna (29 de diciembre de 1942 - 18 de julio de 2012) fue un actor de Bollywood, cantante de playback, productor de cine y político indio.
Fue conocido como la "primera superestrella" y la "superestrella original" del cine indio. Él ganó estos títulos después de 15 películas consecutivas en solitario hit en la década de 1970, un récord que permanece intacto.
Khanna se casó con Dimple Kapadia en marzo de 1973 seis meses antes del debut de la película Bobby Dimple fue puesto en libertad y tiene dos hijas del matrimonio. Rajesh Khanna y Dimple Kapadia se separaron en 1984. Su hija mayor Twinkle Khanna está casada con el actor Akshay Kumar, mientras que también tienen una hija menor llamada Rinke Khanna.
Apareció en 163 películas de las cuales 128 películas lo vieron como el protagonista principal, él apareció en 17 películas cortas. Ganó tres premios Filmfare Mejor Actor y fue nominado para los mismos catorce veces.. Recibió los premios más BFJA al Mejor Actor (hindi) - cuatro veces y nominado 25 veces. En 1991, fue galardonado con el premio Filmfare Especial para completar 25 años en la industria, que aparece en un récord de 106 películas como protagonista primer sencillo en un lapso de 25 años. En 2005, fue galardonado con el Lifetime Achievement Award de Filmfare. Hizo su debut en 1966 con Aakhri Khat y saltó a la fama con sus actuaciones en el películas como Raaz, Baharon Ke Sapne, Ittefaq y Aradhana. Le dio 35 Visitas Jubileo de Oro en el período 1966-1975, tres más en 76-78 y 35 más en el período 1979-1991 y se entregó a 22 golpes del jubileo de plata en el período 1966-1991. Él era el mejor pagado India actor de 1970 a 79 y compartió el honor con Amitabh Bachchan 1980 a 87. Se le conocía como uno de los primeros Casanovas en el cine indio. También fue miembro de la Lok Sabha del Congreso Nacional Indio de Nueva Nueva Delhi electoral desde 1992 hasta 1996.
Tras una larga batalla con el cáncer, Khanna murió el 18 de julio de 2012.

## Filmografía

### Como actor
| Año  | Películas                   | Personaje                                                     | Remarks |
| ---- | --------------------------- | ------------------------------------------------------------- | --- |
| 1966 | Aakhri Khat                 | Govind                                                        | |
| 1967 | Raaz                        | Kumar / Sunil                                                 | Dual Role |
| 1967 | Baharon Ke Sapne            | Ramaiya                                                       | |
| 1967 | Aurat                       | Suresh                                                        | Remake of 1966 Tamil movie 'Chithi' |
| 1968 | Shrimanji                   | Himself                                                       | Special Appearance |
| 1969 | Aradhana                    | Arun / Suraj Prasad Saxena (Dual Role)                        | Nominated for the Filmfare Award for Best Actor. Remade as Sivakamiyin Selvan |
| 1969 | Ittefaq                     | Dilip Roy                                                     | Nominated for Filmfare Award for Best Actor Nominated for BFJA Awards for Best Actor |
| 1969 | Doli                        | Amar Kumar                                                    | |
| 1969 | Bandhan                     | Dharmchand "Dharma"                                           | |
| 1969 | Do Raaste                   | Satyan Gupta                                                  | |
| 1970 | Khamoshi                    | Mr. Arun Choudhury (Patient #24)                              | |
| 1970 | The Train                   | CID Inspector Shyam Kumar                                     | Remake of 1968 Tamil movie Neelagiri Express |
| 1970 | Sachaa Jhutha               | Bhola / Ranjit Kumar (Dual Role)                              | Won the Filmfare Award for Best Actor. Remade in Tamil as Ninaithadhai Mudippavan. |
| 1970 | Safar                       | Avinash                                                       | Nominated for BFJA Awards for Best Actor |
| 1971 | Kati Patang                 | Kamal Sinha                                                   | Nominated for Filmfare Award for Best Actor |
| 1971 | Anand                       | Anand Saigal.                                                 | Won Filmfare Award for Best Actor Won BFJA Awards for Best Actor Won All-India Critics Association (AICA) Best Actor Award                                                                    |
| 1971 | Aan Milo Sajna              | Ajit                                                          | |
| 1971 | Andaz                       | Raj                                                           | Guest appearance |
| 1971 | Maryada                     | Raja Babu / Rajan Ram Bahadur                                 | |
| 1971 | Chhoti Bahu                 | Madhu                                                         | Remake of Telugu film Muddu Bidda by K.B.Tilak |
| 1971 | Haathi Mere Saathi          | Raj Kumar "Raju"                                              | Remade in Tamil as Nalla Neram |
| 1971 | Guddi                       | Himself                                                       | Special Appearance |
| 1971 | Mehboob Ki Mehndi           | Yusuf                                                         | Stake holder in the production |
| 1971 | Badnaam Farishte            | Lawyer                                                        | Special Appearance |
| 1972 | Bangaru Babu                |                                                               | Special Appearance |
| 1972 | Dushman                     | Surjit Singh / Dushman                                        | Nominated for Filmfare Award for Best Actor Nominated for BFJA Awards for Best Actor |
| 1972 | Amar Prem                   | Anand Babu                                                    | Nominated for Filmfare Award for Best Actor Won All-India Critics Association (AICA) Best Actor Award                                                                                         |
| 1972 | Apna Desh                   | Akash Chandra                                                 | Remake of 1969 Tamil film Nam Naadu |
| 1972 | Dil Daulat Duniya           | Vijay                                                         | |
| 1972 | Bawarchi                    | Raghu (Bawarchi)                                              | Won the BFJA Awards for Best Actor |
| 1972 | Joroo Ka Ghulam             | Rajesh                                                        | |
| 1972 | Mere Jeevan Sathi           | Prakash                                                       | |
| 1972 | Maalik                      | Raju                                                          | |
| 1972 | Shehzada                    | Rajesh                                                        | |
| 1972 | Anuraag                     | Gangaram                                                      | Supporting role |
| 1973 | Raja Rani                   | Raja                                                          | |
| 1973 | Daag: A Poem of Love        | Sunil Kohli                                                   | Nominated for Filmfare Award for Best Actor |
| 1973 | Namak Haraam                | Somnath (Somu) / Chander Singh                                | Won BFJA Awards for Best Actor |
| 1973 | Bombay Superstar            | Bombay Superstar                                              | BBC made documentary film on Rajesh Khanna and screened it as part of Man Alive Series in 1973 and Jack Pizzey was the reporter.                                                              |
| 1974 | Avishkaar                   | Amar                                                          | Won 1975 Filmfare Award for Best Actor |
| 1974 | Humshakal                   | Ram / Laxman (Dual Role)                                      | Remade in Tamil as Oorukku Uzhaippavan |
| 1974 | Aap Ki Kasam                | Kamal Bhatnagar                                               | Nominated for BFJA Awards for Best Actor |
| 1974 | Prem Nagar                  | Chhotey Kunver Karan U. Singh                                 | Nominated for 1975 Filmfare Award for Best Actor Remake of 1971 Telugu film Prem Nagar |
| 1974 | Ajanabee                    | Rohit Kumar Saxena                                            | Won All-India Critics Association (AICA) Best Actor Award |
| 1974 | Roti                        | Mangal Singh                                                  | Co-Produced by Rajesh Khanna Nominated for the 1975 BFJA Awards for Best Actor |
| 1974 | Badhti Ka Naam Dadhi        |                                                               | Special Appearance |
| 1975 | Prem Kahani                 | Rajesh Kamleshwar Narain                                      | Nominated for BFJA Awards for Best Actor |
| 1975 | Aakraman                    | Karnail Singh                                                 | Special Appearance |
| 1976 | Sawa Lakh Se Ek Ladaun      | Qawwali Singer                                                | Special Appearance in Punjabi Film |
| 1976 | Maha Chor                   | Raju Khan / Rajeshwar A. Singh / Johnny Fernandes (Dual Role) | |
| 1976 | Bundal Baaz                 | Rajaram "Goku" "Raja"                                         | |
| 1976 | Ginny Aur Johnny            | Inspector                                                     | Special Appearance |
| 1976 | Mehbooba                    | Prakash / Suraj                                               | Nominated for BFJA Awards for Best Actor |
| 1977 | Tyaag                       | Chetan                                                        | |
| 1977 | Karm                        | Arvind Kumar                                                  | |
| 1977 | Chhailla Babu               | Babu Chhailla                                                 | |
| 1977 | Chalta Purza                | Amar Gupta                                                    | |
| 1977 | Anurodh                     | Arun Choudhury / Sanjay Kumar / Pritam Nath Ghayal            | Nominated for BFJA Awards for Best Actor |
| 1977 | Aashiq Hoon Baharon Ka      | Ashok Sharma                                                  | |
| 1977 | Aaina                       | Ashok J. Rao                                                  | Special Appearance |
| 1977 | Hatyara                     |                                                               | Special Appearance |
| 1977 | Tinku                       |                                                               | Special Appearance |
| 1977 | Palkon Ki Chhaon Mein       | Ravi Raj Sinha (Dak Babu)                                     | Remade as Welcome to Sajjanpur |
| 1978 | Chakravyuha                 | Amit Narayan                                                  | Nominated for BFJA Awards for Best Actor |
| 1978 | Bhola Bhala                 | Ram Kumar Verma / Nathu "Nathiya" Singh                       | Double Role |
| 1978 | Naukri                      | Ranjit Gupta "Ronu"                                           | |
| 1979 | Naya Bakra                  | Person Visiting Coutesean                                     | Special Appearance |
| 1979 | Cinema Cinema               |                                                               | Special Appearance |
| 1979 | Muqabla                     | Qawwali Singer                                                | Special Appearance |
| 1979 | Janata Havaldar             | Janta Prasad/Jantu/ Janta Hawaldar                            | |
| 1979 | Shaitan Mujrim              |                                                               | Special Appearance |
| 1979 | Majnoon                     |                                                               | |
| 1979 | Bebus                       |                                                               | |
| 1979 | Amar Deep                   | Raja / Sonu                                                   | Nominated for Filmfare Award for Best Actor Nominated for BFJA Awards for Best Actor |
| 1979 | Prem Bandhan                | Kishan / Mohan Khanna                                         | |
| 1980 | Phir Wohi Raat              | Dr. Vijay                                                     | |
| 1980 | Bandish                     | Kishan                                                        | |
| 1980 | Thodisi Bewafaii            | Arun Kumar Choudhary                                          | Nominated for Filmfare Award for Best Actor |
| 1980 | Red Rose                    | Anand                                                         | Remake of 1978 Tamil film Sigappu Rojakkal |
| 1980 | Aanchal                     | Shambhu                                                       | Nominated for BFJA Awards for Best Actor |
| 1981 | Kudrat                      | Mohan Kapoor / Madho                                          | Won All-India Critics Association (AICA) Best Actor Award at Calcutta Nominated for BFJA Awards for Best Actor.                                                                               |
| 1981 | Sundara Satarkar            |                                                               | Special Appearance |
| 1981 | Dhanwan                     | Vijaykumar Saxena                                             | Nominated for BFJA Awards for Best Actor |
| 1981 | Dard                        | Deepak Srivastav / Vikas "Vicky" (Dual Role)                  | Nominated for Filmfare Award for Best Actor Won the Lion's Club Award for Best Actor in Delhi.                                                                                                |
| 1981 | Naseeb                      | Himself                                                       | Special Appearance |
| 1981 | Dushman Dost                |                                                               | |
| 1981 | Bharosa                     |                                                               | |
| 1981 | Fiffty Fiffty               | Kishan Singh                                                  | |
| 1981 | Khoon Aur Paani             |                                                               | Special Appearance |
| 1982 | Dil-E-Nadaan                | Anand                                                         | Remake of Tamil film Ilamai Oonjal Aadukirathu by C.V.Sridhar |
| 1982 | Ashanti                     | Police Inspector Kumar Chandra Singh                          | |
| 1982 | Suraag                      | Qawwali Singer                                                | Special Appearance |
| 1982 | Rajput                      | Dhirendra Singh                                               | |
| 1982 | Dharam Kanta                | Ram / Shanker                                                 | |
| 1982 | Ayaash                      |                                                               | Special Appearance |
| 1983 | Jaanwar                     | Raju                                                          | |
| 1983 | Nishaan                     |                                                               | |
| 1983 | Souten                      | Shyam Mohit                                                   | Nominated for BFJA Awards for Best Actor |
| 1983 | Avtaar                      | Avtaar Krishen                                                | Nominated for Filmfare Award for Best Actor Nominated for BFJA Awards for Best Actor Won All-India Critics Association (AICA) Best Actor Award. Remade in Telugu as O Thandri Teerpu in 1985. |
| 1983 | Agar Tum Na Hote            | Ashok Mehra                                                   | |
| 1983 | Disco Dancer                | Master Raju                                                   | Supporting role |
| 1983 | Film Hi Film                |                                                               | Special Appearance |
| 1984 | Paapi Pet Ka Sawaal Hai     |                                                               | |
| 1984 | Dharm Aur Qanoon            | Justice Diwan / Rajan                                         | Double Role |
| 1984 | Awaaz                       | Advocate Jayant                                               | Nominated for BFJA Awards for Best Actor |
| 1984 | Aaj Ka M.L.A. Ram Avtar     | Ram Avtaar                                                    | Won All-India Critics Association (AICA) Best Actor Award at Calcutta Nominated for BFJA Awards for Best Actor                                                                                |
| 1984 | Asha Jyoti                  | Deepak Chander                                                | |
| 1984 | Maqsad                      | Rajeshwar                                                     | |
| 1984 | Naya Kadam                  | Ramu                                                          | |
| 1985 | Oonche Log                  | Rai Bahadur Rajdev Singh / Raju /Jagdev Singh/                | |
| 1985 | Zamana                      | Inspector Vinod S. Kumar                                      | |
| 1985 | Hum Dono                    | Raja / Dr. Shekhar (Dual Role)                                | Nominated for BFJA Awards for Best Actor. Remake of 1979 Telugu Film Sommokadidhi Sokkadidhi                                                                                                  |
| 1985 | Masterji                    | Masterji                                                      | Remake of 1983 Tamil film Mundhanai Mudichu |
| 1985 | Insaaf Main Karoonga        | Captain Ravi Khanna                                           | |
| 1985 | Durgaa                      | Advocate                                                      | Special Appearance |
| 1985 | Aakhir Kyon?                | Alok Nath                                                     | |
| 1985 | Bewafai                     | Ashok Nath                                                    | |
| 1985 | Alag Alag                   | Neeraj                                                        | Produced by Rajesh Khanna |
| 1985 | Babu                        | Babu                                                          | Remake of 1971 Tamil film Babu. Nominated for BFJA Awards for Best Actor |
| 1985 | Ram Tere Kitne Nam          | Himself                                                       | Special Appearance |
| 1985 | Aar Paar                    | Himself                                                       | Special Appearance |
| 1985 | Bayen Haath Ka Khel         |                                                               | |
| 1985 | Awara Baap                  |                                                               | |
| 1986 | Shatru                      | Inspector Ashok Sharma                                        | |
| 1986 | Om                          |                                                               | |
| 1986 | Waapsi                      |                                                               | |
| 1986 | Mohabbat Ki Kasam           | Krishna                                                       | |
| 1986 | Angaaray                    | Ravi                                                          | |
| 1986 | Amrit                       | Amrit Lal Sharma                                              | Won BFJA Awards for Best Actor Won All-India Critics Association (AICA) Best Actor Award |
| 1986 | Adhikar                     | Vishal                                                        | Nominated for BFJA Awards for Best Actor |
| 1986 | Nasihat                     |                                                               | |
| 1986 | Anokha Rishta               | Robert Bob                                                    | Remake of Kanamarayathu |
| 1987 | Sitapur Ki Geeta            | Ramu                                                          | Special Appearance, Dubbed into Bhojpuri |
| 1987 | Nazrana (1987 film)         | Rajat Verma                                                   | |
| 1987 | Awam                        | Captain Amar Kumar                                            | Nominated for BFJA Awards for Best Actor |
| 1987 | Goraa                       |                                                               | |
| 1987 | Raj Kapoor                  | Himself                                                       | |
| 1988 | Woh Phir Aayegi             |                                                               | |
| 1988 | Vijay                       | Ajit Bhardwaj                                                 | Supporting Role |
| 1989 | Main Tera Dushman           | Shankar                                                       | Guest Artist |
| 1989 | Mamta ki Chhaon Mein        |                                                               | Special Appearance |
| 1989 | Police Ke Peechhe Police    |                                                               | Produced by Rajesh Khanna |
| 1989 | Ghar Ka Chiraag             | Kumar                                                         | |
| 1989 | Paap Ka Ant                 | Special Appearance                                            | Special Appearance |
| 1990 | Swarg                       | Mr. Kumar                                                     | |
| 1990 | Jai Shiv Shankar            |                                                               | Produced by Rajesh Khanna |
| 1990 | Dushman                     |                                                               | Special Appearance |
| 1991 | Ghar Parivar                |                                                               | |
| 1991 | Rupaye Dus Karod            |                                                               | |
| 1991 | Begunah                     | Jeevanlal "J.V."                                              | Remade as Mahanadi (film) |
| 1994 | Khudai                      | Raj Anand                                                     | Won the Best Actor Award at Russian Film Festival, Ujvegistan |
| 1994 | Birodh                      |                                                               | Shatru dubbed and released in Bangladesh |
| 1995 | Kis Kaam Ke Yeh Rishte      |                                                               | |
| 1996 | Sautela Bhai                | Master Tulsiram                                               | |
| 1999 | Aa Ab Laut Chalen           | Balraj Khanna                                                 | |
| 2001 | Pyaar Zindagi Hai           | Hridaynath                                                    | Remake of Aasai |
| 2002 | Kyaa Dil Ne Kahaa           | Siddharth                                                     | Supporting role |
| 2006 | Jaana... Let's Fall in Love | Hamid                                                         | Special Appearance |
| 2007 | Om Shanti Om                | Himself                                                       | His face used through graphics |
| 2008 | Wafa: A Deadly Love Story   | Amritlal Chopra                                               | |
| 2010 | Do Dilon Ke Khel Mein       | Joginder Singh                                                | Supporting role |
| 2012 | Jaanleva Black Blood        | CID                                                           | Delayed, Yet to be released |
| 2012 | Riyasat                     | Don                                                           | Delayed, Releasing on March 2013 |

### Como productor
| Año  | Película                |
| ---- | ----------------------- |
| 1985 | Alag Alag               |
| 1989 | Police Ke Peeche Police |
| 1990 | Jai Shiv Shankar        |

### Coproductor
| Año  | Película          | Worldwide Gross |
| ---- | ----------------- | --------------- |
| 1971 | Mehboob Ki Mehndi | 2,80,00,000     |
| 1974 | Roti              | 4,00,00,000     |
| 1995 | Barsaat           | 19,25,00,000    |

### Como cantante de playback
| Año  | Canción                                              | Película         | Notas                                  |
| ---- | ---------------------------------------------------- | ---------------- | -------------------------------------- |
| 1967 | "O Mere Sajna O Mere Balma"                          | Baharon Ke Sapne | With Lata Mangeshkar                   |
| 1969 | "Baagon Mein Bahaar Hai"                             | Aradhana         | With Rafi and Lata Mangeshkar          |
| 1970 | "Nadiya Chale Chale Re Dhara"                        | Safar            | With Manna Dey                         |
| 1972 | "Raina beeti jaaye"                                  | Amar Prem        | With Lata Mangeshkar                   |
| 1972 | "Rimjhim Rimjhim Dekho Baras Rahee Hai"              | Shehzada         | With Kishore Kumar and Lata Mangeshkar |
| 1972 | "Naa Jaeeyo Naa Jaeeyo Chhod Ke Naa Jaiyo Meri Rani" | Shehzada         | With Kishore Kumar and Lata Mangeshkar |
| 1973 | "Haan To Main Kya"                                   | Raja Rani        | With Mukesh and Lata Mangeshkar        |
| 1973 | "Main To Kuchh Bhi Nahin"                            | Daag             |                                        |
| 1974 | "Ik Ajnabi Haseena Se Yun Mulaqat Ho Gayi"           | Ajanabee         | With Kishore Kumar                     |
| 1974 | "Ek Muamma Hai Samjh Ne Ka"                          | Prem Nagar       | With Kishore Kumar                     |

## Premios y distinciones
Festival Internacional de Cine de Venecia
| Año  | Categoría                                                  | Película | Resultado |
| ---- | ---------------------------------------------------------- | -------- | --------- |
| 1981 | León de Plata - Gran Premio del Jurado - Mención honorable | Kudrat   | Ganador   |